# روبرت ليسي
روبرت ليسي (بالإنجليزية: Robert Lacey)‏ (من مواليد 3 يناير 1944) ، مؤرخ وكاتب سيرة وصحافي بريطاني. درس التاريخ في جامعة كامبريدج وعمل بعد تخرجه منها في صحيفة صَنْداي تايمز. وقام في هذه الأثناء بتأليف عدد من الكتب عن بعض الشخصيات البريطانية التاريخية لاقت رواجا كبيرا. وبعد النجاح الكبير الذي حققه كتابه صاحبة الجلالة الذي يروي سيرة الملكة اليزابيث الثانية، ملكة بريطانيا، قرر ليسي اعتزال العمل الصحافي والتفرغ لتأليف كتاب (المملكة) الذي لقي احتجاج من الحكومة السعودية. وهكذا شرع في تأليف هذا الكتاب. ويعيش ليسي وزوجته ساندي وأطفاله برونو وشاسا وسكارليت في لندن.

## مؤلفات
- Robert, Earl of Essex ‏(1971)
- Henry VIII ‏(1972)
- Majesty (1977)
- The Kingdom ‏ (1981), تاريخ المملكة السعودية حتى 1979.
- Aristocrats ‏(1983)
- Ford ‏(1986)
- Little Man: Meyer Lansky and the Gangster Life ‏(1991)
- Grace ‏(1994)
- The Year 1000: What Life Was Like at the Turn of the First Millennium ‏(1999, with Danny Danziger)
- Royal ‏(2002)
- Monarch, Life and Reign of Elizabeth II ‏(2002)
- Great Tales from British History, Volume 1 ‏(2003)
- Great Tales from British History, Volume 2 ‏(2005)
- Great Tales from British History, Volume 3 ‏(2006)
- المملكة من الداخل (2009), تاريخ المملكة العربية السعودية من عام 1979 حتى الآن.[1]
- A brief life of the Queen ‏(2012)

## وصلات خارجية
- موقع روبرت ليسي